# Friedrich Eberhard von Rochow

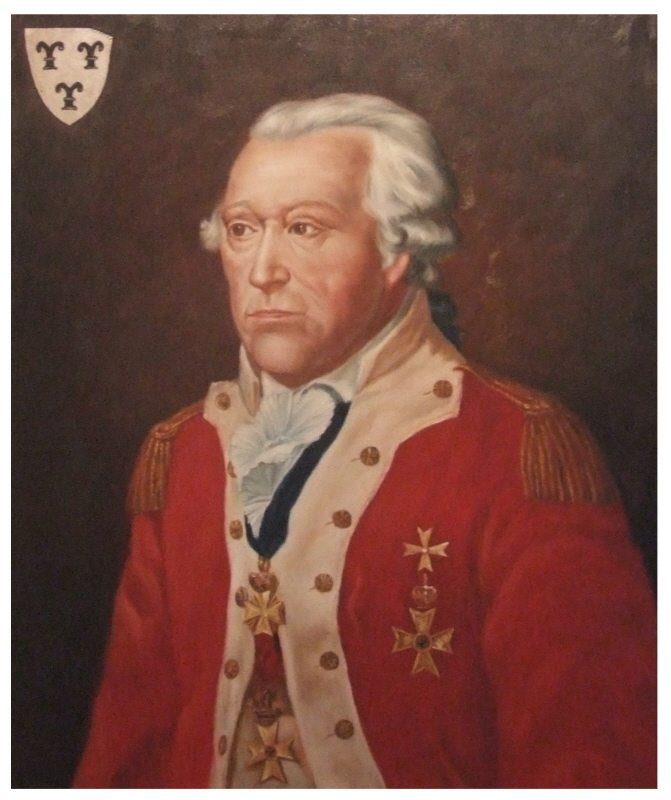
Bildnis des F. E. v. Rochow aus dem Schulmuseum Reckahn

Friedrich Eberhard von Rochow (* 11. Oktober 1734 in Berlin; † 16. Mai 1805 auf Schloss Reckahn, Mark Brandenburg) war ein preußischer Gutsbesitzer und Pädagoge zur Zeit der Aufklärung, bekannt vor allem durch seine Schulreform im Geist des Philanthropismus.

## Familie

Wappen der Familie von Rochow

Friedrich Eberhard von Rochow stammte aus einem märkischen Adelsgeschlecht, das ursprünglich in der Schweiz beheimatet war, im Jahr 927 erstmals urkundlich erwähnt wurde und im 11. Jahrhundert in Richtung Brandenburg zog, um die dort ansässigen Wenden zu bekriegen. So kam die Adelsfamilie zu ihrem ersten Besitz in der Mark, dem Ort Rochow (heute: Rochau, Landkreis Stendal, Sachsen-Anhalt) – siehe auch Familie von Rochow.
Friedrich Eberhard von Rochow war der Sohn des preußischen Staatsministers Friedrich Wilhelm III. von Rochow (1690–1764) und dessen Ehefrau Friedericke Eberhardine, geborene von Görne (1700–1760).

## Leben

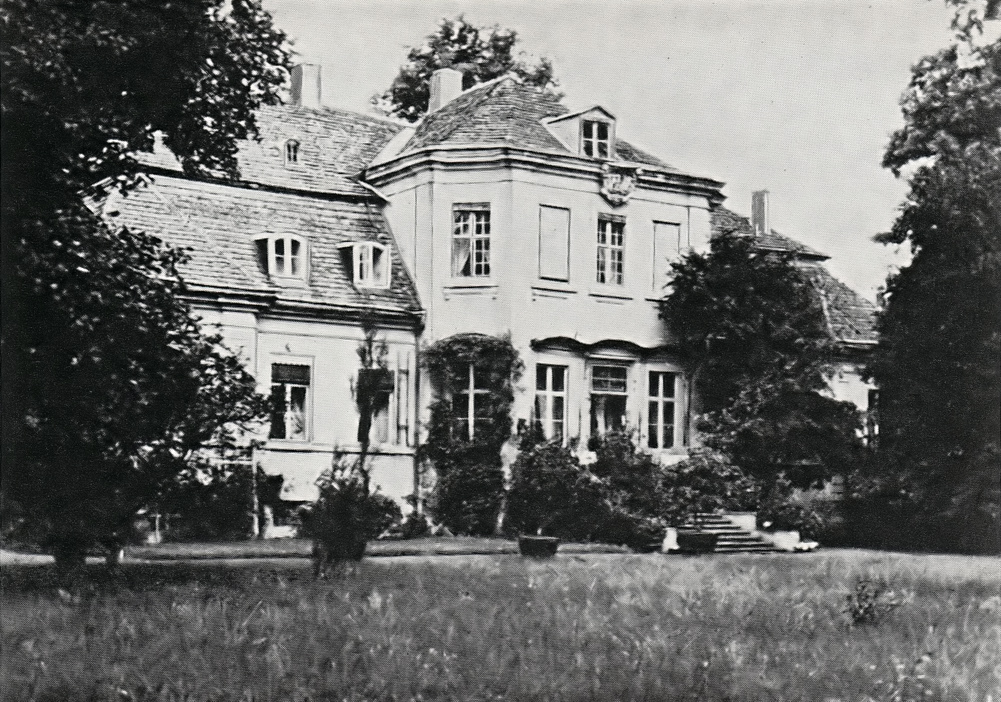
Familienbesitz Schloss Reckahn (um 1920)

Friedrich Eberhard von Rochow trat nach Hausunterricht und zweijährigem Besuch der Ritterakademie in Dom Brandenburg als Zögling No. 473 in die königliche Reiterei ein und nahm als Leutnant in der Garde du Corps an den ersten Feldzügen des Siebenjährigen Kriegs teil. In der Schlacht bei Lobositz 1756 an der linken, später im Duell an der rechten Hand schwer verwundet, gab er die militärische Laufbahn auf. 1759 heiratete er Christiane Louise von Bose (1734–1808). Seit 1760 widmete er sich auf seinen Gütern der Landwirtschaft und wissenschaftlicher Beschäftigung, ab 1762 als Domherr zu Halberstadt auch der Pflege gemeinnütziger Interessen im Stiftsgebiet. Im gleichen Jahr wurde er Ritter des Johanniterordens. Zudem war Rochow Ritterschaftsrat, Direktor für die Mittelmark, als Teil des 1777 gegründeten Kur- und Neumärkisches Ritterschaftliches Kreditinstituts.
Als Gutsbesitzer wollte er die landwirtschaftliche Produktion durch Reformen ertragreicher gestalten. Dabei musste er feststellen, dass der Bildungsstand der Bauern und Gutsarbeiter nicht ausreichte, um Reformen einzuführen und wirksam werden zu lassen. Daraus folgte für ihn, dass die soziale und wirtschaftliche Lage der Landbevölkerung durch Schulbildung zu verbessern sei. So gründete Rochow 1773 bei seinem Gut in Reckahn, südlich von Brandenburg an der Havel, eine Dorfschule, die 1774 ein eigenes Schulgebäude erhielt und bald Musterschule für ähnliche Anstalten wurde. Schon 1775 folgte eine Schule auf seinem Gut Göttin, 1799 eine weitere Schule in Krahne, wo Rochow ebenfalls ein Rittergut besaß. Eine wesentliche Stütze fand er dabei in dem ihm 1765 bis 1771 als Schreiber und Musikus dienenden Heinrich Julius Bruns, dem er 1773 die freigewordene Kantor- und Lehrerstelle gab. Die fruchtbare Zusammenarbeit endete 1794 mit Bruns’ Tod, dem er die ehrende Grabinschrift setzte: „Er war ein Lehrer!“. Zahlreiche Pädagogen besuchten Reckahn und ließen sich von dem dort praktizierten Unterricht anregen.
In seinem Versuch eines Schulbuches für Kinder der Landleute (1772) hatte Rochow schon vorher eine bessere Unterrichtsmethode dargelegt und empfohlen. Als erfolgreicher Volks- und Jugendschriftsteller im Sinn der philanthropischen Aufklärung zeigte er sich in seinem oft aufgelegten und nachgeahmten Lese- und Sachbuch Der Kinderfreund (erster Teil 1776, zweiter Teil 1779), das in seiner Schule als Schulbuch diente.
Rochow pflegte Bekanntschaft mit der gesellschaftlichen Prominenz seiner Zeit, u. a. mit Fürst Leopold III. Friedrich Franz von Anhalt-Dessau, mit dem preußischen Minister für Kirchen- und Schulsachen Karl Abraham Freiherr von Zedlitz, mit dem Gründer des Dessauer Philanthropinums Johann Bernhard Basedow, mit Christian Gotthilf Salzmann, Christian Fürchtegott Gellert, Anton Friedrich Büsching und Johann Wilhelm Ludwig Gleim. Ferner war er Mitglied der von 1785 bis 1810 bestehenden Literarischen Gesellschaft Halberstadt.
Im Jahr 1791 war er Mitbegründer der Märkischen Ökonomischen Gesellschaft zu Potsdam und wurde ihr erster Direktor (spätere Direktoren waren Graf Ewald Friedrich von Hertzberg und Etatminister Otto Karl Friedrich von Voß). Die Gesellschaft beschäftigte sich satzungsgemäß mit allen zeitgenössischen Themen zur Hebung der landwirtschaftlichen und gewerblichen Produktion.

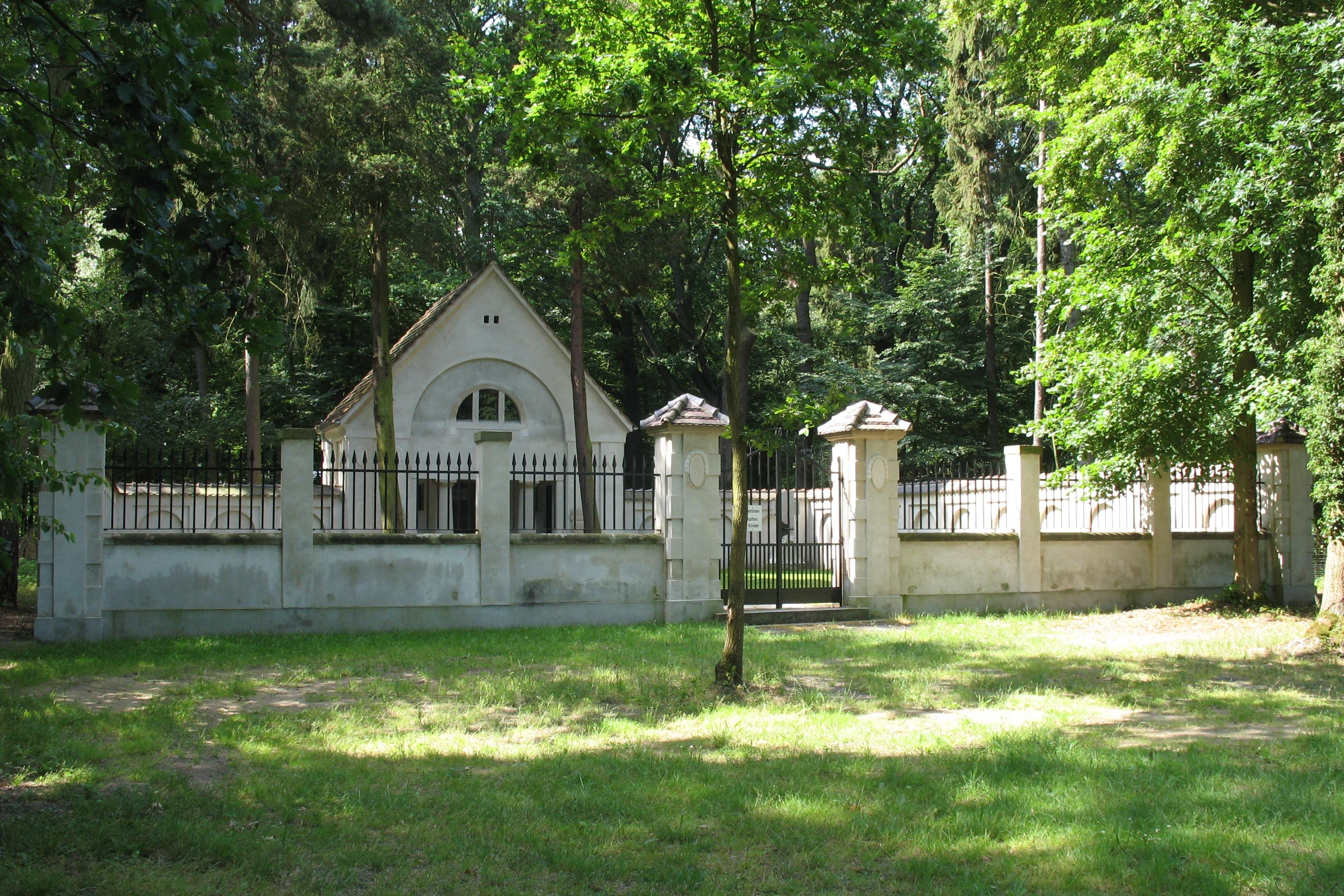
Erbbegräbnisstätte derer von Rochow in Reckahn

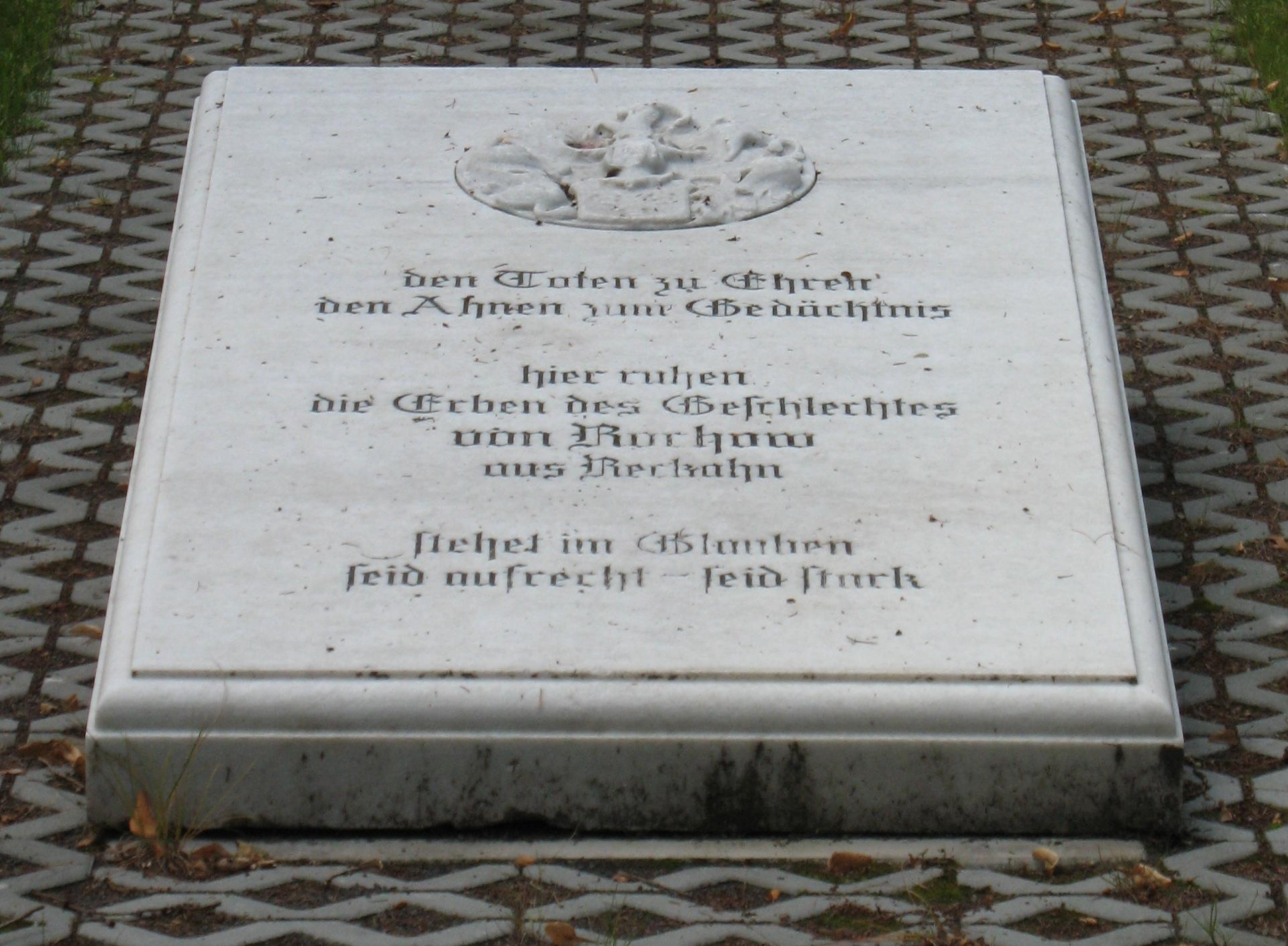
Gedenkstein in der Erbbegräbnisstätte

Von Rochow ließ 1789 das im Zweiten Weltkrieg zerstörte prächtige Brandenburger Palais Rochow errichten. Er verstarb im Jahr 1805 und wurde als erster auf dem von ihm angelegten neuen Friedhof beigesetzt. Sein Grab und die weiterer Familienmitglieder sind noch heute aufzufinden.
Die Rochowsche Landschulreform wurde durch Bernhard Christoph Ludwig Natorp (1774–1846), Wilhelm von Türk und Friedrich Wilhelm Gotthilf Frosch weiterentwickelt.
Im restaurierten Neuen Schloss Reckahn ist seit 2001 ein Rochow-Museum eingerichtet, das die Leistungen des Pädagogen und die Geschichte seiner berühmten Familie widerspiegelt. Ebenso findet sich ein Schulmuseum in der ehemaligen Dorfschule zu Reckahn.

## Ehrungen
- Rochowstraße in Berlin-Friedrichshain
- Eberhard-von-Rochow-Straße in Offenbach
- Rochow-Grundschule in Golzow
- Freiherr-von-Rochow-Schule in Pritzwalk
- Rochow-Wanderweg[6] in Kloster Lehnin

## Werke (Auswahl)
- Schreiben eines Landwirts an die Bauern wegen Aufhebung der Gemeinheiten. Stendal 1769.
- Versuch eines Schulbuches, für Kinder der Landleute, oder zum Gebrauch in Dorfschulen Nicolai, Berlin 1772. (Digitalisat und Volltext im Deutschen Textarchiv)
- Der Bauernfreund Brandenburg 1773.
- Stoff zum Denken über wichtige Angelegenheiten des Menschen. Braunschweig 1775.
- Der Kinderfreund. Ein Lesebuch zum Gebrauch in Landschulen. Gebrüder Halle, Brandenburg und Leipzig 1776. 1779: (Digitalisat)
- Vom Nationalcharakter durch Volksschulen. 1779.
- Der Kinderfreund. Zweyter Theil. Frankfurt 1779. (Digitalisat)
- Versuch eines Entwurfes zu einem deutschen Gesetzbuch nach christlichen Grundsätzen zum Behufe einer besseren Rechtspflege. Berlin 1780.
- Hand-Buch in katechetischer Form für Lehrer die aufklären wollen und dürfen. Waisenhaus, Halle 1783.
- Catechismus der gesunden Vernunft. Oder Versuch, in faßlichen Erklärungen wichtiger Wörter, nach ihren gemeinnützigsten Bedeutungen, und mit einigen Beyspielen begleitet. Nicolai, Berlin 1786.
- Versuch über Armen-Anstalten und Abschaffung aller Betteley. Berlin 1789.
- Honoré-Gabriel de Riquetti Mirabeau, Friedrich Eberhard von Rochow (Übersetzer) Herrn Mirabeau des ältern Discurs über die Nationalerziehung. Nach seinem Tode gedruckt und übersetzt, auch mit einigen Noten und einem Vorbericht begleitet. Nicolai, Berlin und Stettin 1792.
- Berichtigungen. Erster Versuch. Schulbuchhandlung, Braunschweig 1792.
- Berichtigungen. Zweiter Versuch. Braunschweig 1794.
- Geschichte meiner Schulen. Röhß, Schleswig 1795.
- Summarium oder Menschen-Katechismus. Röhß, Schleswig 1796.
- Zusätze zu dem Summarium oder Menschen-Katechismus. Röhß, Schleswig 1796.
- Materialien zum Frühunterricht in Bürger und Industrieschulen. Berlin / Stettin 1797.
- Litterarische Correspondenz mit verstorbenen Gelehrten. Nicolai, Berlin / Stettin 1798. Titel
- Friedrich Eberhard von Rochows sämtliche pädagogische Schriften. 4 Bände. G. Reimer, Berlin 1907–1910.